# Curtara picchua
Curtara picchua är en insektsart som beskrevs av Delong 1979. Curtara picchua ingår i släktet Curtara och familjen dvärgstritar. Inga underarter finns listade i Catalogue of Life.